# Grégor Puppinck
Grégor Puppinck est un juriste et essayiste français, directeur du think tank chrétien conservateur ECLJ né le 13 mai 1974 à Montréal[réf. nécessaire].

## Famille
Gregor Puppinck est le petit-fils de Paul Puppinck et le fils de Jean Puppinck, industriel textile.
Il a deux sœurs, Marika et Alexandra.
Il se marie en 2003 avec Thérèse Krempp, historienne.

## Carrière
Grégor Puppinck a soutenu sa thèse de doctorat en droit privé intitulée L'Auteur de la norme bioéthique en 2009 à l'université de Poitiers, sous la direction du professeur Gérard Mémeteau.

### Engagements politiques et sociétaux
Alors étudiant en droit à Strasbourg, Grégor Puppinck était déjà en 2000 responsable du Centre français pour la justice et les droits fondamentaux de la personne humaine (CFJD), un groupe de juristes chrétiens qualifiés de « traditionalistes » par Libération, rattaché au Centre européen pour le droit et la justice (en anglais ECLJ - European Centre for Law & Justice)[source détournée]. Il devient directeur de ce think tank chrétien conservateur en 2009[réf. souhaitée]. Le CFJD est considéré comme proche du fondamentalisme protestant par Christophe Bourseiller.
Il est le cofondateur, avec Bertrand Couderc, du site internet et de l'application Evangelizo - L'Évangile au Quotidien.
En 2010, il intervient dans l’affaire Lautsi et autres c. Italie devant la Cour européenne des droits de l'homme (CEDH), au soutien de la présence de crucifix dans les salles de classe,,. Il reçoit alors du gouvernement italien le titre de chevalier de l'ordre du Mérite de la République italienne.
Il intervient notamment pour maintenir en vie Vincent Lambert, en état végétatif chronique pendant onze ans[pertinence contestée].
En 2014, selon le journal La Croix, il organise, pour des représentants d'organisations catholiques françaises, « défenseurs de la famille traditionnelle », une rencontre avec des responsables religieux et politiques russes, visant à mettre en place « une coopération pour la protection de la morale chrétienne ».
De 2013 à 2019, Grégor Puppinck est présent lors de nombreux rassemblements contre le mariage homosexuel ou la procréation médicalement assistée (PMA).
En 2016, il est l'un des deux conseils juridiques de Marie Philippe (directrice de publication d'ivg.net) lors de son audition devant l'Assemblée nationale.
En novembre 2022, il envoie des lettres contenant un fœtus en plastique à des députés pour les inciter à ne pas voter en faveur de la constitutionnalisation du droit à l'IVG,.
Suivant la mission de l'ECLJ qu'il préside, Grégor Puppinck publie également des tribunes critiques contre certains arrêts de la Cour européenne des droits de l'homme (CEDH), notamment dans Valeurs Actuelles et sur le FigaroVox. En effet, selon la professeure des universités en droit public Laurence Burgorgue-Larsen, l'ECLJ fait partie des organisations chrétiennes qui « combattent d’une manière ou d’une autre les arrêts de la Cour européenne des droits de l’homme qui ne correspondent pas à leurs visions du monde ». En particulier, l'ECLJ « orchestre une critique "politique" des arrêts de la Cour, sous couvert d’une expertise juridique devant tendre, par définition, à la neutralité axiologique ».
Son analyse de la jurisprudence de la cour européenne a déjà été remise en cause par des juristes spécialisés dans le droit européen et les droits de l'homme. Par exemple, à propos d'un arrêt de la CEDH condamnant le Grèce pour avoir appliqué la charia dans un litige successoral, Grégor Puppinck a publié une tribune en affirmant erronément que l'arrêt de la CEDH « pourrait ouvrir la porte à une application de la charia en marge du droit commun », ce qui a été largement relayé sur les réseaux sociaux par les milieux d'extrême droite ou de droite nationaliste,. Membre du comité de rédaction de la Revue trimestrielle des droits de l'homme et chargé d’enseignements à Sciences Po, Nicolas Hervieu a expliqué en réponse que « la Cour européenne a jugé précisément l'inverse de ce que suggère la tribune de Grégor Puppinck » et a conclu qu'« en réalité, il semble que ce ne soit pas véritablement nos droits et libertés qui préoccupent Grégor Puppinck, mais uniquement la lutte contre une religion en particulier », c'est-à-dire l'Islam. Il relève d'ailleurs une incohérence avec une précédente tribune, dans laquelle « il a critiqué la CEDH pour avoir refusé d'autoriser un maire à faire primer… ses propres convictions religieuses sur le droit civil ».
Dans une autre tribune, il a accusé la CEDH de reconnaître le délit de blasphème en confirmant la condamnation d'une Autrichienne pour avoir accusé le prophète Mahomet de « pédophilie » et a ajouté que le « véritable motif de cette décision est la peur des musulmans », ce qui a été contredit par la rubrique Checknews du journal Libération. S'appuyant sur le communiqué de la CEDH, l'équipe de vérification des faits a souligné qu'au contraire la CEDH a clairement rappelé « que les croyants doivent tolérer et accepter le rejet par autrui de leurs croyances religieuses, dès lors que ces critiques ne représentent pas un danger ».
Dans une chronique sur la jurisprudence de la CEDH publiée dans la Revue des droits et libertés fondamentaux, les enseignants-chercheurs Caroline Boiteux-Picheral, Céline Husson-Rochcongar et Mustapha Afroukh constatent que « les nombreuses analyses publiées sur ces deux arrêts sont révélatrices d’une profonde méconnaissance du système conventionnel et de la jurisprudence de la Cour », avec une note citant en particulier aux trois tribunes de Grégor Puppinck commentant ces affaires,,. En se référant à l'analyse du juriste spécialiste en droit européen des droits de l'homme Nicolas Hervieu, les auteurs arrivent à une conclusion opposée à celle de Grégor Puppinck : « Si l’arrêt sanctionne en l’espèce le fait que la requérante n’avait pas le choix de se soustraire à l’application d’un régime spécifique censé protéger la minorité musulmane, cela ne signifie nullement que la Cour encourage à une application volontaire et optionnelle de la Charia ! Encore faut-il que cette application ne heurte aucun intérêt public important ».
En février 2020, en tant que président du Centre européen pour le droit et la justice (ECLJ), il publie un rapport controversé,, qui dénonce le fait qu’un certain nombre de juges de la Cour européenne des droits de l’homme (CEDH) seraient liés à l'Open Society Foundations de George Soros.
En 2023, le troisième documentaire Citizen Facts, dédié au mouvement anti-IVG, présente l'action militante de Grégor Puppinck en France et en Europe. Lorsque la journaliste Aude Favre lui demande d'où il tire son affirmation que l'interdiction de l'IVG améliorerait la santé des femmes, celui-ci indique qu'il s'agit du livre Droit et prévention de l'avortement en Europe. La journaliste lui signale qu'il en a dirigé la rédaction, et que cette interprétation abusive est tirée d'une étude statistique au Chili qui affirme au contraire que l'article ne dit pas cela.

## Distinctions
- Italie: 2010 :  Chevalier de l'ordre du Mérite de la République italienne‎ (cavaliere de la republica) pour services rendus dans l'affaire Lautsi et autres c. Italie[10].
- Saint-Siège : 2014 : Commandeur dans l'ordre de Saint-Grégoire-le-Grand pour services rendus dans la défense des droits de l’Église auprès des instances internationales[10].
- Saint-Siège : 2007 : Chevalier dans l'ordre équestre du Saint-Sépulcre de Jérusalem[32]

## Publications
- Droit et prévention de l'avortement en Europe, avec Christophe Foltzenlogel, Cherline Louissaint, Gérard Mémeteau, Jean-Pierre Schouppe, Claire de La Hougue. LEH Éditions, 2016 (présentation en ligne).
- Objection de conscience et droits de l'homme, Editions Pierre Téqui, Paris, 2020, 176 p.  (ISBN 9782740323083) (présentation sur le site de l'éditeur).
- La Famille, les droits de l'homme et la vie éternelle, Éditions de l'Homme Nouveau, Paris, 2015,  (ISBN 978-2-915988-80-2) (recension sur Famille chrétienne), Prix Humanisme chrétien 2016[33],[34].
- (en) Abortion and the European convention on human rights, European centre for law and justice, Strasbourg, 2013 (lire en ligne).
- Les droits de l'homme dénaturé, Éditions du Cerf, 2018, 303 p.  (ISBN 978-2204117937) (présentation sur le site de l'éditeur).